# 広沢麻衣
広沢 麻衣（ひろさわ まい、1993年12月22日 - ）は、日本の女優で、アイドルグループ「バクステ外神田一丁目」の元選抜メンバー。山口県出身。

## 略歴
- 2011年12月22日 ステージ常設型カフェレストラン「AKIHABARAバックステージpass」にアイドルキャストとして所属。同時にアイドルグループ「バクステ外神田一丁目」のメンバーとしてデビュー。
- 2018年1月18日 「AKIHABARAバックステージpass」の選抜されたアイドルキャストからなるユニット「エラバレシ」に加入。[1]
- 2019年9月29日 ラストステージを開催し、バクステ外神田一丁目及びAKIHABARAバックステージpassを卒業。[2]
- 2019年10月6日 下北沢GARDENにて、エラバレシファーストシーズン解散ライブを開催し、 エラバレシとしての活動を終了。これをもってアイドル活動を終了し、フリーランスとしての活動を開始した。[3]
- 2022年5月17日 株式会社オムニアとのマネジメント契約を発表した。[4]
- 2022年8月8日 同年11月末をもって芸能活動を休止することを発表。[5][6]
- 2022年11月30日 芸能活動を休止。

## 人物
明るい性格であり、舞台で演じる役柄もそれに準じたものが多い。趣味はダンス、特技はそろばんと水泳。石井陽菜と親交が深く、ウェブ番組「はるまいの部屋」で共演していた。

## 出演

### 舞台
2016年
- 危婦人「カサブランカの、夢〜NINPU2016〜」（2016年7月6日 - 10日、下北沢駅前劇場） - サトリ 役

2017年
- アサルトリリィ×私立ルドビコ女学院「シュベスターの誓い」（2017年3月1日 - 5日、中野・ザ・ポケット） - 宝城・モニカ・朝妃 役
- 私立ルドビコ女学院「イバラヒメ」（2017年9月2日 - 6日、ウッディシアター中目黒） - 西村美織 役
- ルドビコ★「OTHELLO-オセロ- 〜青い薔薇と緑の炎〜」（2017年12月15日 - 25日、新宿・サンモールスタジオ） - ビアンカ 役

2018年
- アサルトリリィ×私立ルドビコ女学院×人狼TLPT「人狼TLPT S『未来への十字架』」（2018年2月7日 - 12日、新宿村LIVE） - 宝城・モニカ・朝妃 役
- 緑ろず屋「まねしつぐみ」（2018年5月9日 - 13日、新宿スターフィールド） - 藤野つぐみ 役 
- ブリッシュランド「下賤の天」（2018年7月11日 - 16日、新宿シアターモリエール） - 琴姫 役
- アサルトリリィ×私立ルドビコ女学院「白きレジスタンス〜約束の行方〜」（2018年9月21日 - 27日、池袋・シアターグリーンBIG TREE THEATER） - 宝城・モニカ・朝妃 役
- アサルトリリィ×私立ルドビコ女学院 「vol.4 白きレジスタンス〜約束の行方〜公演記念イベント『ちょっと遅めの夏祭り』」（2018年9月26日、池袋・シアターグリーンBIG TREE THEATER） - 宝城・モニカ・朝妃 役

2019年
- アサルトリリィ×私立ルドビコ女学院×人狼TLPT「人狼TLPT S『未来への十字架Ⅱ』」（2019年2月8日 - 17日、大塚・萬劇場） - 宝城・モニカ・朝妃 役
- カラスカ「美女と多重」（2019年3月28日 - 31日、築地・ブディストホール） - ブラック・パーフェクト 役
- ピウス企画「モナルコマキ-石川五右衛門異譚-」（2019年6月26日 - 30日、池袋・シアターグリーンBIG TREE THEATER） - 寧々 役
- フリスティ「幻想のリチェルカーレ」（2019年7月25日 - 28日、新三河島・キーノートシアター） - アリス 役
- GRASP「UZR短編作品集『GIFT』」（2019年11月20日、高田馬場・ラビネスト）
- アサルトリリィ×私立ルドビコ女学院「白きレジスタンス〜真実の刃〜」（2019年11月29日 - 12月3日、新宿村LIVE） - 宝城・モニカ・朝妃 役

2020年
- ブシロード「アサルトリリィ League of Gardens」（2020年1月9日 - 15日、新宿FACE） - 石川葵 役
- ピウス企画「プレイルーム」（2020年3月11日 - 22日、池袋・シアターKASSAI）
- E-Stage Topia「MECABETH」（2020年7月4日 - 9日、渋谷伝承ホール） - 真山麗華 役
- シザーブリッツ「苦闘のラブリーロバー」（2020年12月9日 - 13日、赤坂RED/THEATER） - あいあい 役
- ブシロード「アサルトリリィ The Fateful Gift」（2020年9月3日 - 13日、池袋・東京建物 Brillia HALL） - 石川葵 役

2021年
- ピウス企画「虚言癖倶楽部」（2021年1月6日 - 17日、池袋・シアターKASSAI） - 青山若葉 役
- フリスティ「#すりーぴーす vol.1『名探偵の難』」（2021年3月19日 - 21日、ステージカフェ下北沢亭）
- Monkey Works「明日は捲る」（2021年4月14日 - 18日、新宿・シアターサンモール）
- フリスティ「ミライは僕等の手の中」（2021年5月19日 - 23日、池袋・シアターKASSAI） - 遠野菫 役
- ピウス×オラクルナイツ「人狼TLPT S 『トランスミッション』」（2021年6月30日 - 7月11日、大塚・萬劇場） - メリッサ 役
- ピウス企画「アサルトリリィ 御台場女学校編 -The Singular Ability-」（2021年8月20日 - 29日、新宿・紀伊国屋ホール） - 川端蛍 役
- 爆走おとな小学生「漢のピリオド.〜The Last Stage〜」（2021年9月16日 - 20日、渋谷・CBGKシブゲキ!!） - もち米ポン太 役
- ソフトボイルド「カルテットルーム」（2021年10月20日 - 24日、中目黒・キンケロ・シアター） - 井出翠 役
- melt//Planet「デバッグログ」（2021年11月24日 - 29日、中野・ザ・ポケット） - メグ 役

2022年
- 「恐竜ラボ!ディノ・サバイバル DINO-A-LIVE」 - 翼くん 役
  - 大阪公演（2022年1月8日 - 10日、NHK大阪ホール）
  - 岐阜公演（2022年1月15日、長良川国際会議場）
  - 神戸公演（2022年3月5日 - 6日、神戸国際会館こくさいホール）
  - 姫路公演（2022年3月12日、アクリエひめじ）
  - 金沢公演（2022年4月23日、本多の森ホール）
  - 堺公演（2022年4月30日、フェニーチェ堺）

- style office「シュートOUT!!〜南校女子ホッケー部物語〜」（2022年1月19日 - 23日、新宿村LIVE） - 中野くるみ 役
- ピウス企画「アサルトリリィ 御台場女学校編 第二弾 -The Empathy Phenomenon-」（2022年2月17日 - 28日、新宿・紀伊国屋サザンシアター） - 川端蛍 役
- ピウス企画「トレーディングライフ」（2022年5月13日 - 22日、恵比寿・シアターアルファ東京） - 桧垣希帆 役
- 劇団アレン座「アジール街に集う子たち」（2022年7月2日 - 13日、吉祥寺シアター） - みゅう 役
- 爆走おとな小学生「朗読劇『なななななな』」（2022年7月27日 - 29日、新宿・シアターサンモール） 
  - 『0120-11-777』 - モモ 役

- カラスカ「ざつおん!」（2022年9月7日 - 11日、下落合・TACCS1179） - 浜辺七海 役
- T-gene「笑わない君と笑う僕」（2022年10月26日 - 30日、下落合・TACCS1179） - ナカムラクミコ 役

### 映画
2014年
- 「優しさと泪と」(2014年、監督:佐々木友紀) - あんな 役

2017年
- 「修羅の男と家なし少女」(2017年、監督:高明) - 早希 役

2018年
- 「修羅の男と家無し少女2」(2018年、監督:高明) - 早希 役

### ウェブ番組
- JLCレジャーチャンネル「ボレジョ旅」(2017年7月21日 - 2018年2月16日、Youtube)[30]
- まけんグミTHE☆TV「お母さん?!といっしょ!」(2019年4月14日 - 2020年12月19日、WALLOP放送局3F)
- まけんグミTHE☆TV「ユカマイノオト」(2020年3月28日 - 、WALLOP放送局3F)
- まけんグミTHE☆TV「はるまいの部屋」(2021年1月23日 - 2022年7月16日、WALLOP放送局3F)

## 作品
- 「広沢麻衣ファースト写真集～10年間の軌跡～」(2021/12/22、PhotoBook Base)[31]